# Servo muto

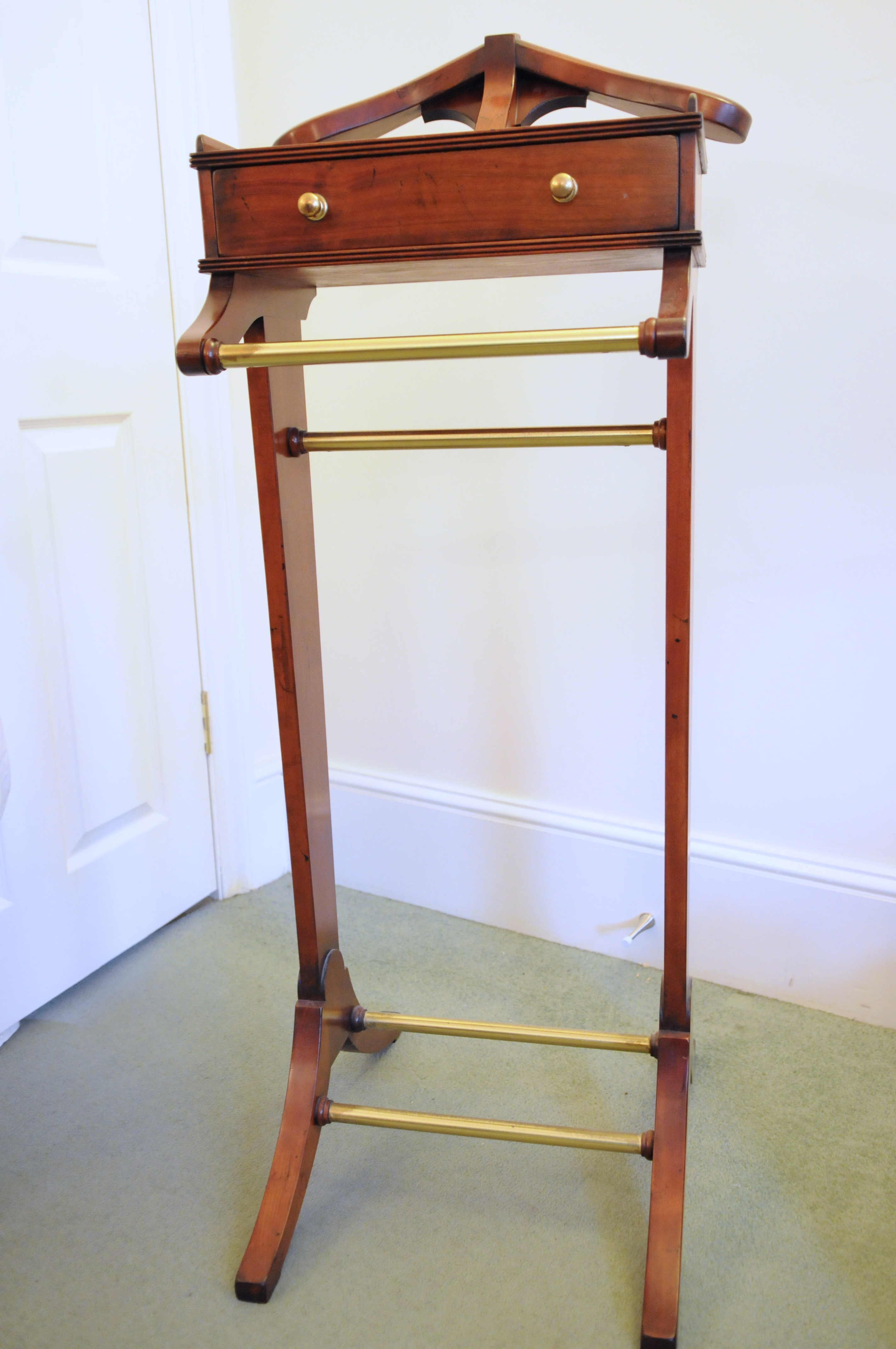
Un servo muto

Il servo muto (o servomuto, o portàbiti) è un piccolo oggetto di arredamento che serve ad appoggiare ordinatamente gli abiti maschili, in modo che essi mantengano la loro forma.
Di solito è costituito da una gruccia, per appendere le giacche, una barra orizzontale per i pantaloni, e a volte un ripiano per riporre oggetti di uso quotidiano come chiavi e portafogli. Alcuni modelli sono dotati di una pressa elettrica per stirare i pantaloni.

## Storia del termine
Il termine "servo muto" identificava originariamente un tavolino a più ripiani usato come ausilio in sala da pranzo, per servirsi delle portate senza l'aiuto del personale domestico. Sebbene quest'uso del termine sia tuttora presente, la locuzione è ora identificata prevalentemente con l'oggetto usato per appendere gli abiti.